# Senek Rosenblum
Senek Rosenblum (geboren am 23. Dezember 1935 in Żychlin, Polen, als Senon, jiddisch Selig, polnisch Senek, nach der Auswanderung nach Amerika kurzzeitig Zac; gestorben am 4. Dezember 2022 in München) war ein deutscher Autor. In seinem Buch Der Junge im Schrank beschrieb er, wie er als siebenjähriger jüdischer Junge den Holocaust überlebte.

## Leben
Senek Rosenblum gehörte zu den wenigen hundert Kindern, die das Warschauer Ghetto überlebten. Nach dem Krieg ging er mit seinem Vater Henryk zunächst nach München. 1955 wanderte Rosenblum in die USA nach New York aus. Zwei Jahre später kam er als amerikanischer Besatzungssoldat nach Deutschland. 1960 kehrte er endgültig nach München zurück. Dort lernte er seine Frau Marta Semelman kennen, eine aus Rio de Janeiro, Brasilien, stammende Jüdin. Rosenblum baute einen Schmuckgroßhandel auf und fand mit seiner Familie in München seine zweite Heimat.
Rosenblum starb am 4. Dezember 2022.

## Werk
In dem Zeitzeugnis Der Junge im Schrank schilderte Senek Rosenblum aus der Kinderperspektive, wie er den Holocaust überlebte.
Senek ist fünf Jahre alt, als seine glückliche Kindheit endet und das Grauen seinen Anfang nimmt: Die jüdische Familie wird in das Ghetto ihres polnischen Heimatstädtchen Zychlin gesperrt. Seneks Vater Henryk Rosenblum, als polnischer Soldat und Jude in zweifacher Weise bedroht, beschließt im bitterkalten Winter 1942 die lebensgefährliche Flucht ins Warschauer Ghetto. Dort, glaubt er, wäre seine Familie in Sicherheit. Auf dem Weg nach Warschau erlebt Senek das größte Trauma seiner Kindheit: Er muss Abschied von seiner todkranken und über alles geliebten Mutter nehmen – für immer, wie er instinktiv spürt.
Als Vater und Sohn nach Wochen in Kälte und Todesangst endlich das ersehnte Warschauer Ghetto erreichen, stellen sie zu ihrem Entsetzen fest, dass sie in eine Todesfalle geraten sind. Senek ahnt nicht, dass sich sein findiger Vater auf das schier Aussichtslose vorbereitet: Als Schmuggler lebenswichtiger Waren an der Ghettomauer plant er systematisch die Flucht. Und ihm gelingt das Unmögliche: Er schleust Senek und weitere Verwandte aus dem Ghetto heraus, stattet sie mit falschen Papieren aus und bringt seinen Sohn zu seinem vorläufigen Versteck.
So beginnt die Odyssee des inzwischen siebenjährigen Senek, als polnischer Junge getarnt, im kriegsgebeutelten Warschau. Von nun an muss sein Vater ihn Wochen, oft sogar Monate in der zweifelhaften Obhut bezahlter polnischer Helfer allein zurücklassen, dem Hunger und den Bomben ausgeliefert. Senek wird von einer jungen Polin in ihrer winzigen Wohnung versteckt, wo er viele Stunden am Tag zusammengekrümmt in einem Schrank ausharren muss, um nicht entdeckt zu werden. Dort retten ihn seine Erinnerungen an die Mutter: Vor seinem inneren Auge sieht er die Mutter auf einer Sonnenblumenwiese stehen. Diese sommerliche Wiese wird ihm zum Sinnbild der aus der Qual geborenen Träume. Hierhin flüchtet Senek, wenn er stundenlang im Schrank eingesperrt und die Angst schier unerträglich ist. Doch er muss in dem furchtbaren Versteck ausharren – bis seine Beine schon fast verkrüppelt sind und er kaum noch gehen kann. Da endlich bringt ihn sein Vater für eine Weile bei polnischen Bauern unter. Obwohl er unter Schmerzen wieder gehen lernt und die polnische Bauernfamilie den „Krüppel“ nur gegen Bezahlung durchfüttert, ist Senek glücklich. Er liebt die Natur, die Tiere und vor allem die Pferde... Die letzten Kriegsmonate überlebt Senek Rosenblum krank und halb verhungert auf der Flucht vor marodierenden Soldaten und Nazihäschern – bis ihn endlich sein Vater wieder findet.
Das Buch mit den Erinnerungen von Senek Rosenblum bildete den Höhepunkt des Holocaust-Gedenkgottesdienstes am Jom Haschoa am 21. Mai 2009 im Jüdischen Kulturzentrum München in der Münchener Hauptsynagoge Ohel Jakob.